# Championnat de Tchécoslovaquie de football 1982-1983
Navigation
Saison précédente Saison suivante
La saison 1982-1983 du Championnat de Tchécoslovaquie de football est la 57e édition du championnat de première division en Tchécoslovaquie. Les seize meilleurs clubs du pays se retrouvent au sein d'une poule unique, la First League, où les formations s'affrontent deux fois, à domicile et à l'extérieur. À l'issue du championnat, les deux derniers du classement sont relégués et remplacés par les deux meilleurs clubs de II. Liga, la deuxième division tchécoslovaque.
C'est le club du FC Bohemians Prague qui termine en tête du classement du championnat, avec deux points d'avance sur le FC Banik Ostrava et six sur l'AC Sparta Prague. C'est le tout premier titre de champion de Tchécoslovaquie de l'histoire du club.
Le tenant du titre, le Dukla Prague, termine à la cinquième place du classement, à dix points des Bohemians, mais remporte un nouveau trophée à la suite de sa victoire face au SK Slovan Bratislava en finale de la Coupe de Tchécoslovaquie.

## Les 16 clubs participants
| - Dukla Prague - TJ Vitkovice - Tatran Presov - SK Slovan Bratislava - FC Bohemians Prague - ZVL Zilina - Promu de II. Liga - SK Sigma Olomouc - Promu de II. Liga - FK Inter Bratislava | - Zbrojovka Brno - FC Banik Ostrava - RH Cheb - Lokomotiva Kosice - Plastika Nitra - SK Slavia Prague - Spartak Trnava - AC Sparta Prague |

## Compétition

### Classement
Le barème utilisé pour établir le classement est le suivant :
- Victoire : 2 points
- Match nul : 1 point
- Défaite : 0 point

| Rang | Équipe               | Pts | J  | G  | N  | P  | Bp | Bc | Diff |
| ---- | -------------------- | --- | -- | -- | -- | -- | -- | -- | ---- |
| 1    | FC Bohemians Prague  | 42  | 30 | 18 | 6  | 6  | 69 | 31 | +38  |
| 2    | FC Baník Ostrava     | 40  | 30 | 16 | 8  | 6  | 48 | 31 | +17  |
| 3    | AC Sparta Prague     | 36  | 30 | 14 | 8  | 8  | 50 | 35 | +15  |
| 4    | FK Inter Bratislava  | 33  | 30 | 11 | 11 | 8  | 35 | 24 | +11  |
| 5    | Dukla Prague (T) (C) | 32  | 30 | 11 | 10 | 9  | 44 | 35 | +9   |
| 6    | SK Slavia Prague     | 32  | 30 | 12 | 8  | 10 | 56 | 53 | +3   |
| 7    | TJ Vitkovice         | 31  | 30 | 13 | 5  | 12 | 40 | 39 | +1   |
| 8    | FC Spartak Trnava    | 30  | 30 | 12 | 6  | 12 | 29 | 39 | -10  |
| 9    | RH Cheb              | 29  | 30 | 9  | 11 | 10 | 44 | 38 | +6   |
| 10   | FC Lokomotíva Košice | 29  | 30 | 11 | 7  | 12 | 41 | 50 | -9   |
| 11   | ZVL Zilina (P)       | 28  | 30 | 11 | 6  | 13 | 41 | 43 | -2   |
| 12   | Tatran Prešov        | 27  | 30 | 10 | 7  | 13 | 43 | 53 | -10  |
| 13   | ŠK Slovan Bratislava | 26  | 30 | 8  | 10 | 12 | 34 | 51 | -17  |
| 14   | Plastika Nitra       | 26  | 30 | 10 | 6  | 14 | 41 | 60 | -19  |
| 15   | Zbrojovka Brno       | 23  | 30 | 8  | 7  | 15 | 43 | 52 | -9   |
| 16   | SK Sigma Olomouc (P) | 16  | 30 | 5  | 6  | 19 | 32 | 56 | -24  |

|  | Qualification pour la Coupe d'Europe des clubs champions 1983-1984                                |
|  | Qualification pour la Coupe des Coupes 1983-1984                                                  |
|  | Qualification pour la Coupe UEFA 1983-1984                                                        |
|  | Relégation en II. Liga                                                                            |
|  | (T) Tenant du titre (C) Vainqueur de la Coupe du Tchécoslovaquie (P) : Promu de deuxième division |

## Bilan de la saison
| Championnat de Tchécoslovaquie de football 1982-1983 |                                 |
| Champion                                             | FC Bohemians Prague (1er titre) |
| Coupes et trophées                                   |                                 |
| Vainqueur de la Coupe de Tchécoslovaquie 1982-1983   | Dukla Prague                    |
| Qualifications continentales                         |                                 |
| Coupe d'Europe des clubs champions 1983-1984         | FC Bohemians Prague             |
| Coupe des Coupes 1983-1984                           | Dukla Prague                    |
| Coupe UEFA 1983-1984                                 | FC Banik Ostrava                |
| Coupe UEFA 1983-1984                                 | AC Sparta Prague                |
| Promotions et relégations                            |                                 |
| Promus en I. Liga                                    | Sklo Union Teplice              |
| Promus en I. Liga                                    | Dukla Banska Bystrica           |
| Relégués en II. Liga                                 | Zbrojovka Brno                  |
| Relégués en II. Liga                                 | SK Sigma Olomouc                |